# Arroyo de la Mina
El arroyo de la Mina es un curso de agua uruguayo y brasileño, ubicado en el departamento de Cerro Largo y el estado de Río Grande del Sur, Cuchilla Grande, en su recorrido marca la Frontera entre Uruguay y Brasil, desemboca en el arroyo Yaguarón Chico, el cual posteriormente forma el río Yaguarón.